# GSM-HR
GSM-HR 、GSM Half Rate、あるいはGSM 06.20 は GSM デジタル携帯電話システムで用いられる音声符号化方式である。コーデックのビットレートは 5.6 kbps で、それ以前の規格である GSM-FR（GSM Full Rate）の半分以下に抑えられているため、音質は低下するがネットワークの回線容量を倍に増やすことができる。

## 概要
GSM-HR は 1995 年に規格化された音声符号化方式で
、
現在の仕様は ETSI 06.20 (ETSI EN 300 969) で定義されている。符号化には CELP の一種である VSELP（vector sum excited linear prediction）と呼ばれるアルゴリズムが使われる。
GSM-HR の特徴は以下の通りである
。
- 入出力のサンプリング周波数は 8 kHz/ 13 bit
- ビットレートは 5.6kbps
- VSELP アルゴリズムを使用
- 20 msのフレーム長
- 符号化遅延は 25 ms
- 必要な演算量は 25 MIPS 程度[3]

現在は、より広範囲のビットレート（12.2 ～ 4.75 kbps）をサポートする AMR（Adaptive Multi-Rate）コーデックが多くの GSM 携帯電話でサポートされているため、GSM-HR が使われる機会は少なくなりつつある。